# Червената заплаха
Червената заплаха (на английски: Red Scare) е пропагандиране на масово разпространен страх от съветизация на обществото или държавата (основно в САЩ) в периода след Октомврийската революция. Опасността е от потенциално налагане на комунизъм, анархизъм или радикално левичарство.
Терминът най-често се използва за означаване на два периода от историята на САЩ с това име – непосредствено след края на Първата световна война (1917 г. – 1920-те години), когато съществува една предполагаема червена заплаха от американското работническо движение, анархизъм и политически радикализъм в страната. На второ място нова червена заплаха настъпва непосредствено след края Втората световна война (1945 г. – 1950-те години) и с началото на Студената война. През този период заплахата се експлоатира от маккартизма.
|  | Тази страница частично или изцяло представлява превод на страницата Red Scare в Уикипедия на английски. Оригиналният текст, както и този превод, са защитени от Лиценза „Криейтив Комънс – Признание – Споделяне на споделеното“, а за съдържание, създадено преди юни 2009 година – от Лиценза за свободна документация на ГНУ. Прегледайте историята на редакциите на оригиналната страница, както и на преводната страница, за да видите списъка на съавторите. ВАЖНО: Този шаблон се отнася единствено до авторските права върху съдържанието на статията. Добавянето му не отменя изискването да се посочват конкретни източници на твърденията, които да бъдат благонадеждни. |